# Jacint d'aigua
El jacint d'aigua(Pontederia crassipes, abans Eichhornia crassipes) és una planta aquàtica nativa de la conca amazònica. És considerada una espècie invasora molt problemàtica fora del seu àmbit natural. A la península ibèrica ha envaït el riu Guadiana. Eichhornia crassipes ha esdevingut invasora al llac Victòria, des de la dècada de 1980; també a molts altres llocs tropicals i subtropicals del món. En el seu lloc d'origen també s'usa com a fertilitzant dels sòls.
Aquest jacint és una planta aquàtica perenne que flota lliurement. Té les fulles amples (de 10 a 20 cm), gruixudes i lluents i pot arribar a emergir 1 metre per fora de la superfície de l'aigua. La seva inflorescència presenta de 8 a 15 flors vistoses i atractives amb sis pètals. Quan no està florida es pot confondre amb una altra espècie de planta aquàtica (Limnobium spongia).
És una de les plantes amb el creixement més ràpid que es coneix (fins a 5 metres en un dia), es reprodueix principalment mitjançant estolons. Les llavors que produeix continuen viables durant uns 28 anys. Eichhornia crassipes pot doblar les seves poblacions en dues setmanes. La temperatura mínima de l'aigua que tolera és de 12 °C i el seu òptim és entre els 25-30 °C. No pot créixer amb una salinitat de l'aigua superior al 15%.
Per al control biològic d'E. crassipes s'han emprat coleòpters com Neochetina bruchi Hustache i Neochetina eichhorniae Warner, i l'arna Niphograpta albiguttalis (Warren) (Lepidoptera: Pyralidae).
El bacteri Azotobacter chroococcum, que és un fixador del nitrogen es concentra als pecíols d'aquesta planta.
Aquesta planta conté cianur d'hidrogen, alcaloides, i triterpenoides, i pot provocar picor.
Arreu del territori espanyol està catalogada com a espècie exòtica invasora. Entre altres, això implica que està prohibit comercialitzar-la i introduir-la al medi natural. Tampoc es poden reintroduir exemplars que hagin estat extrets de la natura.

## Galeria

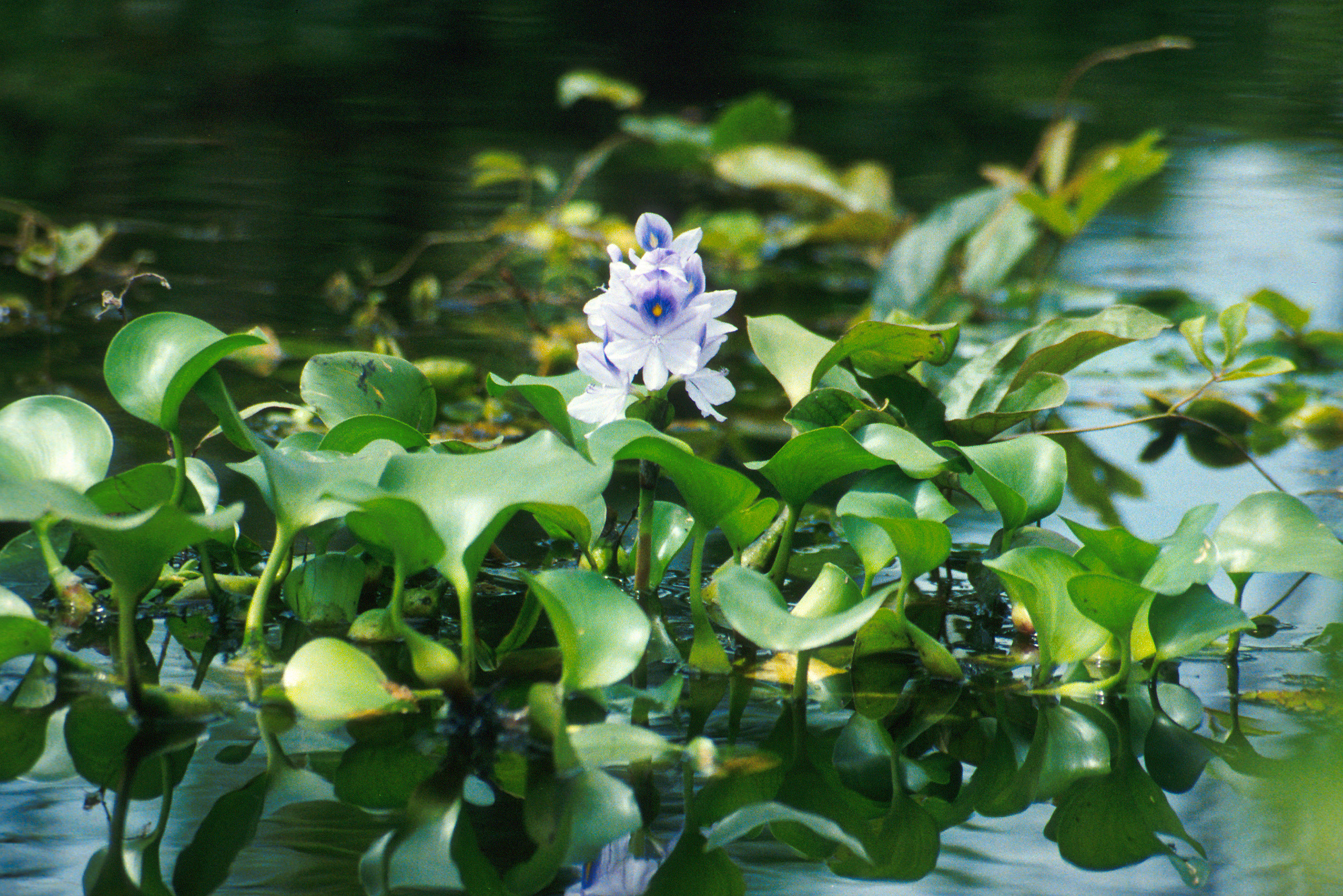
Flotant
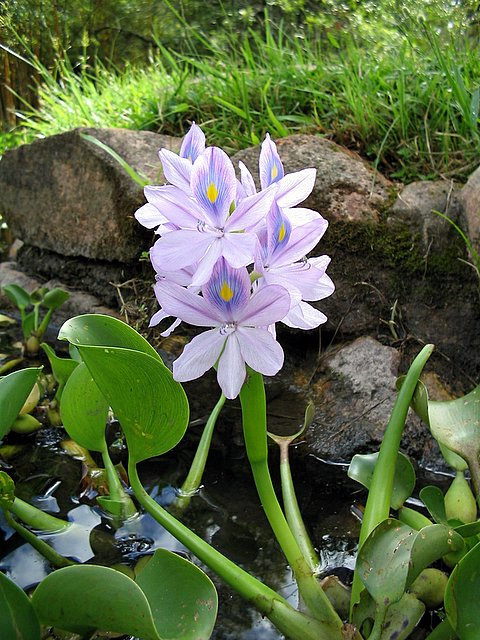
Flors
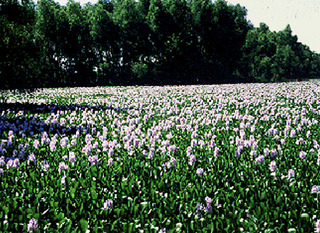
Una bassa coberta amb aquest jacint
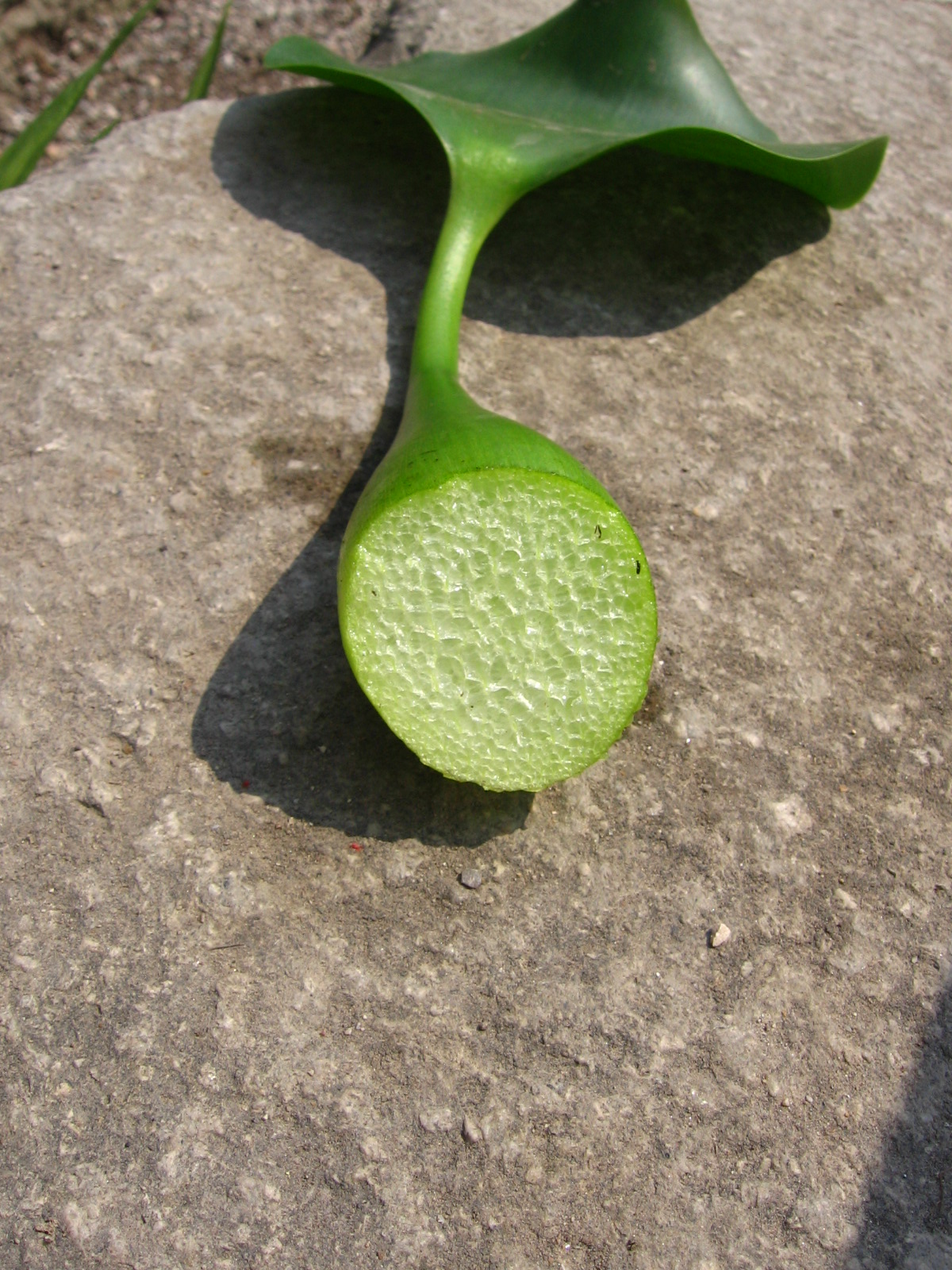
Pecíol inflat
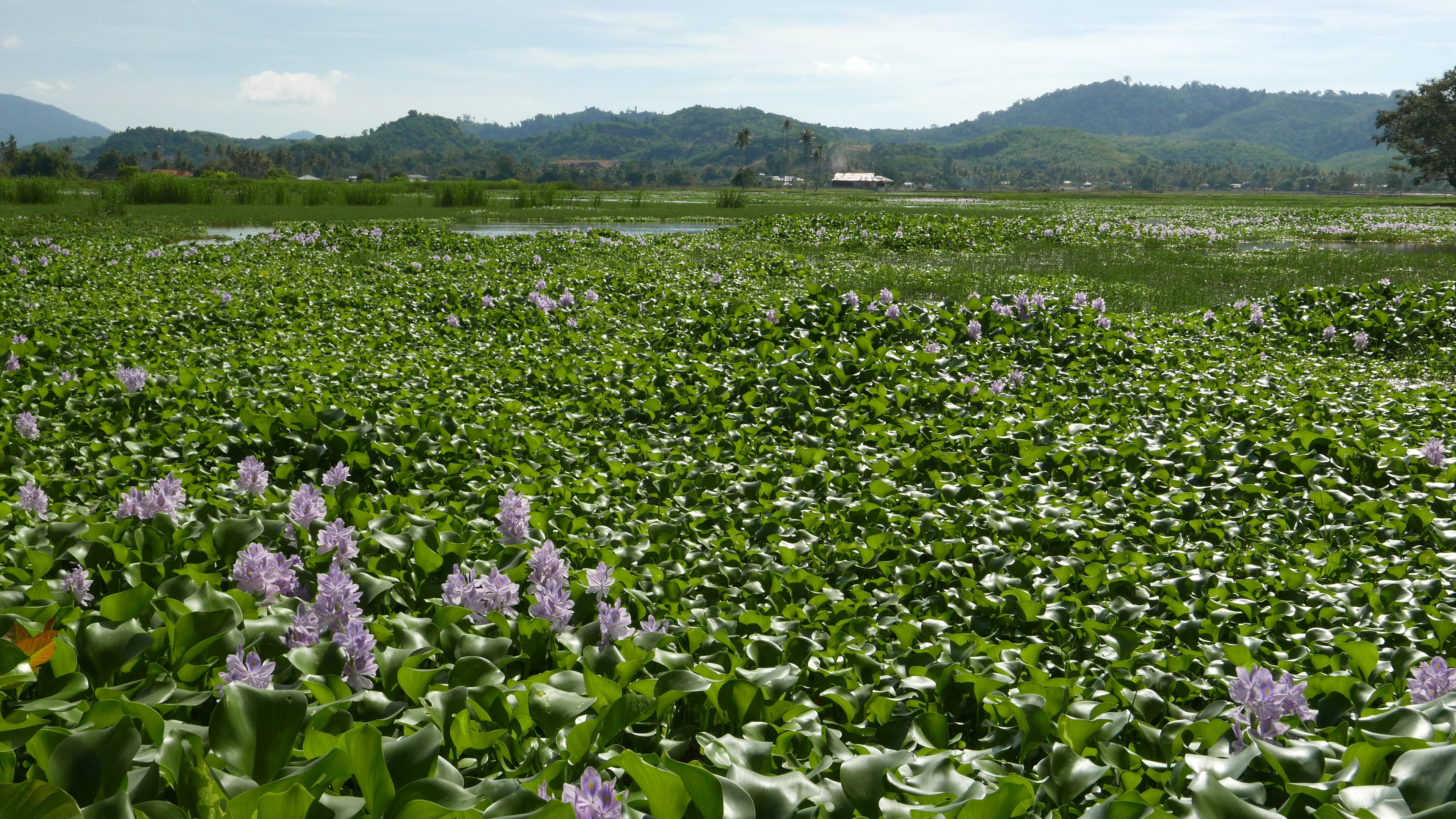
Gran extensió coberta